# Лама (Сијена)
Лама је насеље у Италији у округу Сијена, региону Тоскана.
Према процени из 2011. у насељу је живело 146 становника. Насеље се налази на надморској висини од 431 м.